# Jupiter von Freienwalde

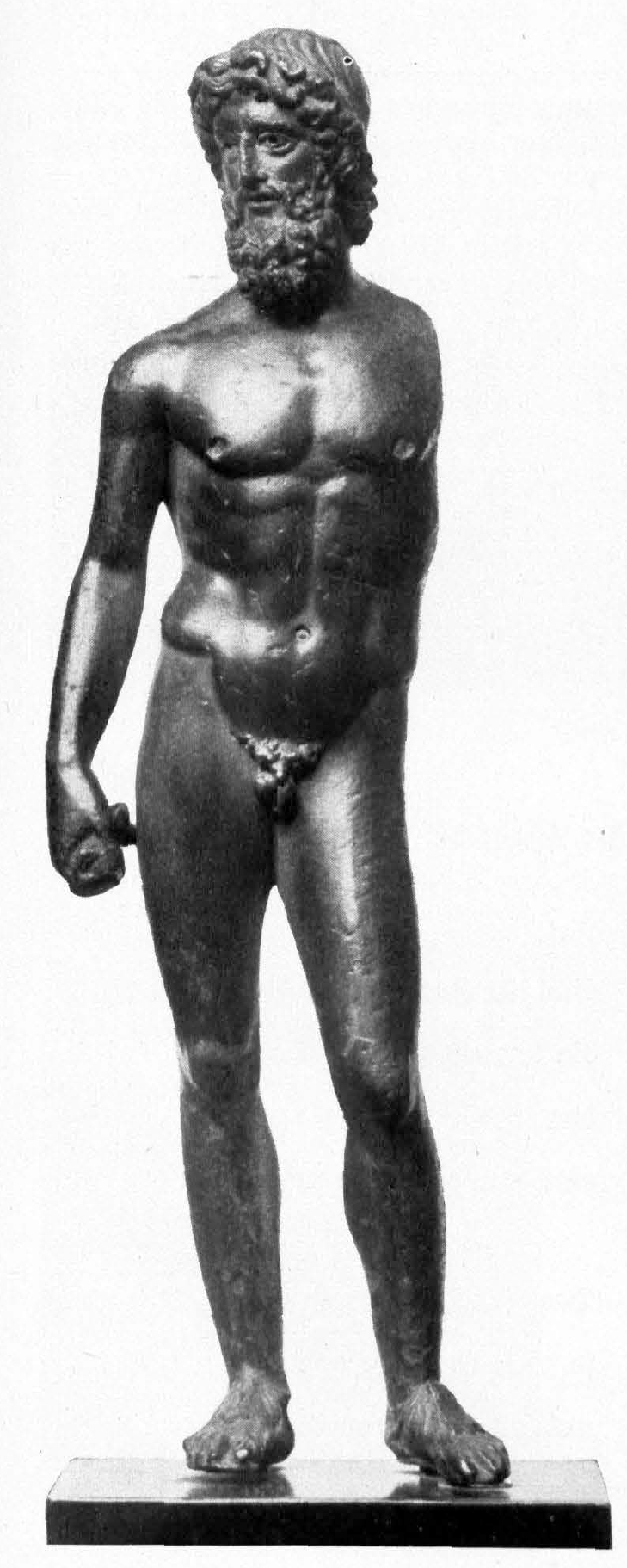
Jupiter von Freienwalde, römische Kleinplastik aus Bronze, 1. Hälfte des 2. Jahrhunderts n. Chr., Berlin, Antikensammlung

Der Jupiter von Freienwalde ist eine römische Kleinplastik aus Bronze und stellt den römischen Gott Jupiter dar, da die Statuette in der rechten Hand als Attribut ein Blitzbündel trägt. Die Statuette wurde im Oderbruch bei Bad Freienwalde (Oder) gefunden und ist damit eine der im freien Germanien (Germania magna) am weitesten östlich gefundenen römischen Bronzestatuetten. Die Statuette mit ihrer territorialen Differenz aus Herstellungs- und Ablagerungsort und den bekannten Duplikaten ist ein gutes Beispiel für Diskussionen um die verschiedenen Deutungen zu Technologietransfer, Elitenkommunikation oder Distribution und der Frage nach römischer Serienproduktion oder postantiker Reproduktion.

## Beschreibung
Die fein gearbeitete 15,6 cm hohe Bronzestatuette des nackten, bärtigen Jupiters besitzt ein rechtes, gerades Standbein und ein nach vorne versetztes abgewinkeltes Bein. Der ansonsten unbekleidete Gott trägt sehr sorgfältig gearbeitete Ledersandalen mit hochgezogenem Fersenschutz und einer Schmucklasche, die die Schnüre verdeckt. In seiner gesenkten rechten Hand hält er das Blitzbündel, das nur zur Hälfte erhalten und hinten verbogen ist. Die Kelchblätter, aus denen der Spiralkeil hervorwächst, sind gut zu erkennen. Der linke Arm fehlt und hielt vermutlich erhoben ein Zepter. Er war getrennt gegossen und zusammen mit einem locker über Schulter und Arm hängenden Manteltuch mit Hilfe eines Zapfens an die Statuette angefügt und verlötet. Abgeleitet von anderen vergleichbaren römischen Jupiterstatuetten sollte der verlorene linke Unterarm leicht angehoben gewesen sein und ein leicht schräg am Boden stehendes Zepter gehalten haben.
Die Muskulatur an der Vorder- und Rückseite ist mit zahlreichen Details fein ausgearbeitet. Die Augen sind aus Silber gearbeitet und die Pupillen waren in schmalen Trichtern aus einem anderen Material eingelegt. Aus Silber waren auch die Brustwarzen eingelegt. Die Statuette ist aus Bronze mit einer bräunlichen Patina.
Karl Anton Neugebauer geht davon aus, dass aus ähnlichen Figuren geschlossen werden kann, dass über den linken Arm, der besonders angesetzt war, ein Umhängetuch geworfen war, das etwa bis Kniehöhe herabhing und die linke Hand ein Zepter hielt. Die Entstehungszeit wird wegen der Anlage der Frisur etwa mit der Regierungszeit von Kaiser Hadrian in der 1. Hälfte des 2. Jahrhunderts n. Chr. angegeben (Eggers Stufe B2-C1).
Die Antikensammlung Berlin schreibt hierzu:

„Dieses Götterbild ist von einem ganz anderen Charakter als der Juppiter Capitolinus. Seine Wirkung basiert nicht auf imposanter Körperlichkeit und Herrscherpose, sein Körper ist vielmehr eine ideale Architektur und seine Bewegung ‐ der Ausdruck von Tragen und Lasten und der Ausgleich dieser Kräfte in der Stellung der Beine, der Haltung des Torsos und die Wendung des Kopfes ‐ aus einer geistigen Mitte her gesteuert: die Statuette sucht das strenge Ethos und die klassische Harmonie griechischer Götterbilder des mittleren 5. Jahrhunderts v. Chr. nachzuempfinden. Einzelheiten der Gestaltung wie die korkzieherartigen Locken im Bart und im Nackenhaar gehören jedoch zur eigenen Formensprache ihrer Entstehungszeit in der 1. Hälfte des 2. Jahrhunderts n. Chr. Insofern ist die Statuette ein echtes Werk des römischen Klassizismus.“

## Herkunft
Die Jupiterstatuette wurde in der 1. Hälfte des 2. Jahrhunderts n. Chr. im Römischen Reich gefertigt. Ludwig Curtius sieht als Vorbild der Freienwalder Statuette den Jupiter mit Blitzbündel und Mantel aus dem Archäologischen Nationalmuseum Florenz (Inv. No. 2291) an, der zwar nicht das ursprüngliche Original selbst ist, aber doch eine griechische Arbeit darstellt.
Die vereinzelt im freien Germanien gefundenen römischen Götterstatuetten wurden wahrscheinlich von Germanen, die in römischen Diensten gestanden hatten, bei ihrer Rückkehr  nach Hause mitgebracht  und auch dort noch als Götterabbilder, hierbei allerdings germanisch identifiziert, weiterverwendet. Diese Interpretatio germanica identifiziert die römischen Götter anhand ihrer Aufgaben und Attribute mit germanischen Göttern. Hierbei wurde Jupiter wegen des Blitzattributes und als Wettergott von den Germanen mit Donar / Thor oder Ziu / Tyr gleichgesetzt. Diese Götterstatuetten wurden nach germanischer Sitte oft in Mooren kultisch deponiert. Im Fundbereich im nördlichen Oderbruch befinden sich Niedermoore. In der römischen Kaiserzeit befand sich der Fundort im Siedlungsgebiet der elbgermanischen Semnonen. Deshalb müsste ein Semnone der letzte antike Besitzer der Statuette gewesen sein.

## Entdeckung und weiteres Schicksal
Karl Anton Neugebauer schreibt 1935, dass ihm der Archivrat Ludwig Dehio des Brandenburgisch-Preußischen Hausarchivs in Berlin-Charlottenburg einen handschriftlichen Brief des Kronprinzen Friedrich Wilhelm (IV.) von Preußen vom 6. Dezember 1810 an seinen ehemaligen Erzieher, den Theologen und Pädagogen Friedrich Delbrück mit folgendem Text übermittelt habe:
„Seit einiger Zeit habe ich und auch Karl, die Leidenschaft für Antiken und andre Alterthümer. Außer den 2 Urnen, und dem was darin ist, habe ich einen kleinen Jupiter von Bronze der bei Freyenwalde gefunden ist, (von dem armen Reimmann gekauft) einen Römischen Schulknaben von weißem Marmor und 2 Köpfe eines Indischen Bachus von Gelbem Marmor, welche 4 Sachen Hirt für ächte, schöne, und sehr seltene Antiken erklärt.“ 
Dehio fügte noch an, dass die Interpunktion im Brief Missverständnisse zulässt, aber wohl gemeint sei, dass vom armen Reimmann nur die Jupiterbronze gekauft wurde. Friedrich Wilhelm (IV.) von Preußen, der spätere König Friedrich Wilhelm IV. hatte im Alter von 15 begonnen, mit seinem „Taschengeld“ eine eigene Antikensammlung aufzubauen. Dies geschah unter dem Einfluss des Generalleutnants Heinrich Menu von Minutoli, der ab 1810 Erzieher des Bruders Prinz Carl von Preußen wurde. Der erwähnte Hofrat Aloys Hirt war ein Klassischer Archäologe in Berlin und unterrichtete den Kronprinzen in Kunstgeschichte der Antike. Der arme Reimmann ist nicht, wie Margret Dorothea Minkels angibt, der Alaun-Fabrikant Reimann aus Freienwalde. Am 21. Oktober 1782 hatte der jüdische Unternehmer Aron Meyer und nach seinem Tod seine Söhne das Werk gepachtet. Nach Schwierigkeiten bezüglich des Pachtvertrages wurde das Werk 1. November 1800 bis 15. Juli 1801 von einer Staatlichen Kommission verwaltet. Danach pachtete der pensionierte Geheime Finanzrat John Georg Karl Schomer und dessen Ehefrau Helene Gerhardsen geb. Coldewey das Alaunwerk auf 10 Jahre. Am 15. Oktober 1803 trat Schomer die Pacht an den Knappschaftskassenrendant Johann Friedrich Schwarz und dessen Ehefrau Henriette Jacobine geb. Garnier ab. Der Reimann aus der von Margret Dorothea Minkels angegebenen Quelle ist Geheimrat Julius Reimann, der von 1800 bis mindestens 1809 Erzieher der Preußischen Prinzen war und hat bis auf einen kurzen Aufenthalt 1806 keinen nachvollziehbaren Bezug zu Freienwalde.
Vom 9. August bis 16. September 1806 hielten sich der Kronprinz Friedrich Wilhelm (IV.) von Preußen, seine Brüder Prinz Wilhelm (I.) von Preußen und Prinz Carl von Preußen mit den Erziehern Geheimrat Friedrich Delbrück und Geheimrat Julius Reimann im Schloss Freienwalde auf. Es liegt allerdings keinen Beleg vor, dass Julius Reimann in diesem Zeitraum die Statuette erworben hat. Der Ankauf des Jupiter von Julius Reimann durch den Kronprinzen muss nach der Entlassung Friedrich Delbrücks als Erzieher erfolgt sein, also zwischen Mai und Dezember 1810.

Eine Primärquelle von 1816 ist Heinrich Menu von Minutoli, der in den Erwerb der Statuette unmittelbar involviert war:
„[…]daß sie nur aus den Händen von griechischen oder römischen Künstlern hervorgegangen sein konnten. Besonders gilt dies von einem kleinen Jupiter hastatus, der vor einigen Jahren an der Oder ausgegraben ward und den höchsten Grad von Vollkommenheit an sich trägt,[…]“
Er lässt hier Freienwalde weg und schreibt aber ausdrücklich ausgegraben. In den Publikationen 1927 und 1929 schreibt Menu von Minutoli dann „in der Nähe von Freienwalde an der Oder ausgegraben“. Eine weitere Primärquelle sind die Aufzeichnungen von Johann Wolfgang Goethe, der 1827 mit Kronprinz Friedrich Wilhelm (IV.) über die antiken Bronzen gesprochen hat. Am 23. Juli 1827 schreibt Goethe an Peter Beuth in Berlin über die Statuette nicht „bei Freienwalde“ sondern „in den Niederungen der Oder gefundenen“. Für einen Fund im Alaunwerk Freienwalde, einen Moorfund oder „beim Torfstechen“ bestehen keine Belege in den Primärquellen.
Zusammenfassend kann nur ausgesagt werden, dass der Jupiter von Freienwalde vor Dezember 1810 wahrscheinlich im nördlichen Oderbruch gefunden und vielleicht ausgegraben wurde.
Leopold von Ledebur zitiert Minutoli und beschreibt die Statuette 1838 als Jupiter hastatus und gibt als Fundort „in der Nähe von Freienwalde“ und das Fundjahr fälschlich mit 1820 an. Jupiter hastatus bedeutet mit einem Speer bewaffnet und bezieht sich auf den fehlenden linken Arm. Es ist allerdings eher nicht davon auszugehen, dass der Jupiter in der linken Hand einen Speer trug.
Die Antikensammlung Berlin gibt ebenfalls als Funddatum 1810 und Fundort „bei Freienwalde im Oderbruch“ an.
Carl Fredrich beschreibt die Statuette 1912 als Bronzestatuette des „Juppiter hastatus“ und gibt als Fundort 1820 in der Nähe der Stadt Freienwalde ausgegraben an. Zum Fundumstand seien alle näheren Angaben unbekannt.
Bis 1919 stand die Statuette in den früheren Wohnräumen Friedrich Wilhelms IV. im königlichen Schloss zu Berlin und kam dann in das Hohenzollernmuseum im Schloss Monbijou. Um 1935 kam die Statuette als Leihgabe des Hohenzollernmuseums in das Antiquarium der Staatlichen Museen zu Berlin (Antikensammlung Berlin). Während des Krieges wurden die Bestände der Antikensammlung im April 1945 nach Thüringen ausgelagert und von amerikanischen Truppen sichergestellt. 1958 wurden diese Bestände von den Westalliierten nach West-Berlin zurückgegeben und der Jupiter von Freienwalde kam in die Antikensammlung in Charlottenburg (Inv. Nr. HZ 5151) in die Vitrine 19,2,3. Seit dem Umzug 2009 der Antikensammlung aus Charlottenburg auf die Museumsinsel befindet sich die Statuette in der Antikensammlung im Neuen Museum (Inv. Nr. HZ 5151 a) in Raum 204 in der Vitrine links von der Apsis.
Miriam Jolien Blümel beschreibt 2020 die gelbbraune „Moorpatina“ der Statuette und leitet hieraus einen möglichen Moorfund ab.

## Jupiter von Weimar

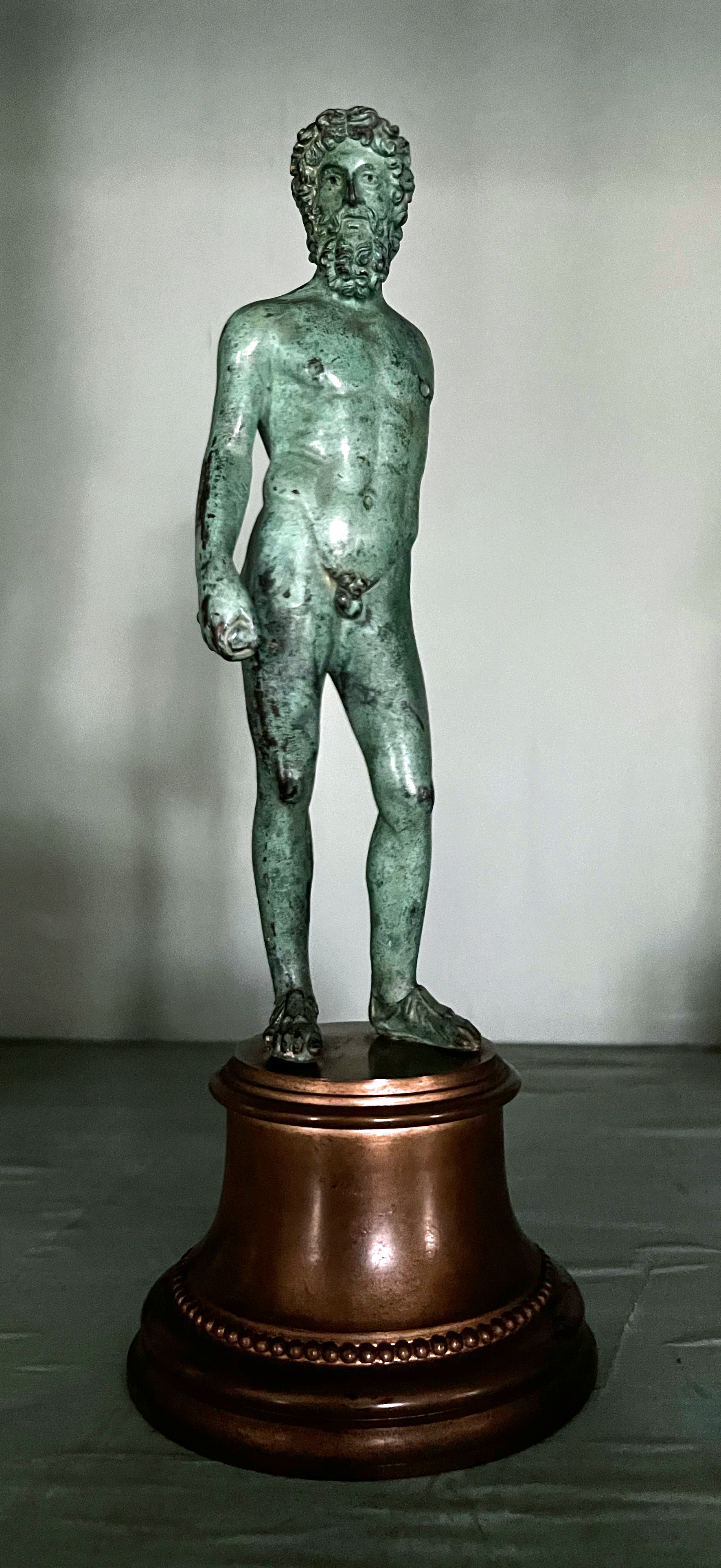
Jupiter von Weimar, Goethes Wohnhaus Weimar, Kopie des Jupiter aus Freienwalde, Hohlguss, 15,3 cm, hellgrüne Patina aus Ölfarbe, Gravur „J. Dinger aus Solingen fec. 1827“, in Goethes Besitz seit dem 7. Mai 1827, Geschenk von Kronprinz Friedrich Wilhelm IV.von Preußen, Inv.-Nr. GPI/01208

Karl Anton Neugebauer konnte 1935 die Jupiterstatuette aus der Sammlung von Johann Wolfgang von Goethe als  nichtantike Kopie des Jupiter von Freienwalde identifizieren und trug seine Ergebnisse am 7. Mai 1935 in der Sitzung des Deutschen Archäologischen Instituts vor. Die gerühmte malachitgrüne Patina des Jupiter von Weimar bestand bei der Untersuchung aus einem Anstrich aus Ölfarbe, die sich beim Betupfen mit Terpentin durch den Restaurator Tietz auflöste. Die bräunliche Patina des Jupiter von Freienwalde erwies sich demgegenüber als echt. Die Kopie ist von guter Qualität und die Übereinstimmung mit dem Original ist außergewöhnlich, so dass selbst Ludwig Curtius die Kopie für eine antike Replik hielt. Der Jupiter von Freienwalde besitzt in Silber eingelegte Augen, deren Pupillen in schmalen und tiefen Trichtern aus einem anderen Werkstoff eingefügt wurden. Bei der Weimarer Kopie sind die Augen mitgegossen. Die Kopie ist etwas flauer gegossen und ist mit 15,3 cm 3 mm kleiner als das Original. Dies erklärt sich durch das Schrumpfen eines Bronzegusses beim Erkalten in der Form. Der Jupiter von Weimar ist durch Verschraubung auf einem runden Messingpostament montiert. Die Basis trägt die Gravur „J. Dinger aus Solingen fec. 1827“.  J. Dinger arbeitete als Schüler im Gewerbeinstitut Berlin unter der Leitung von Peter Beuth.

Zur Provenienz des Jupiter von Weimar finden sich im Tagebuch Goethes Hinweise. Am 7. Mai 1827 schrieb er: „Staatsminister von Stein hatte ein Kistchen von des Kronprinzen von Preußen Königlicher Hoheit mitgebracht. Bewunderung eines Abgusses eines kleinen Jupiter.“ Am 23. Juli 1827 schrieb Goethe einen Brief an den Preußischen Staatsrat Peter Beuth in Berlin: 
„Ihro Königliche Hoheit der Kronprinz haben die Gnade gehabt, mir einen Abguss in Bronze eines in den Niederungen der Oder gefundenen kleinen Jupiters zu senden. Innerhalb des Piedestals steht der Name des geschickten Künstlers, Dinger aus Solingen, der auch Ihnen gewiß nicht unbekannt ist. Wie manches Erfreuliche geht uns von Berlin aus und warum hindern mich meine Jahre, dort unmittelbar an dem Erwünschtesten teilzunehmen!“
Am 14. August 1827 schrieb Goethe einen ausführlichen Dankesbrief an Friedrich Wilhelm IV., in dem er sich für „die unvergleichlich schöne Gabe“ bedankte. In diesem Brief wird auch beschrieben, dass die beiden Antikensammler Friedrich Wilhelm IV. und Goethe sich in Goethes Wohnhaus in Weimar Goethes Sammelvitrine im großen Sammlungszimmer mit den antiken Bronzen besichtigt haben. Anlass für diesen Besuch des Kronprinzen war die Verlobungsfeier der Prinzessin Marie von Sachsen-Weimar-Eisenach mit seinem Bruder Prinz Carl von Preußen in Weimar am 25. Dezember 1826.
Im weiteren Verlauf ließ Friedrich Wilhelm IV. vom Künstler J. Dinger aus Solingen, der in Berlin arbeitete, eine Kopie seines Jupiter von Freienwalde anfertigen, um diese Goethe für dessen Vitrine zu schenken. Der preußische Minister Heinrich Friedrich Karl vom und zum Stein übergab am 7. Mai 1827 die Kopie im Auftrag Friedrich Wilhelms als Geschenk an Goethe in Weimar.
Diese Kopie ist erhalten und befindet sich in Goethes Wohnhaus in Weimar in Goethes Sammelvitrine im großen Sammlungszimmer (Ins.-Nr. PGI/01208).

## Jupiter von Den Haag
Heinz Menzel erwähnt 1980 den Jupiter von Den Haag im etwas versteckten Museum Meermanno Westreenianum (Museum Meermanno) in Den Haag und schreibt, dass die Echtheitsfrage noch geklärt werden müsse. Marjan C. Galestin konnte 1981 die Jupiterstatuette als nichtantike Kopie des Jupiter von Freienwalde identifizieren. Der Jupiter von Den Haag ist 15,4 cm groß und ein hohler Bronzeguss mit brauner Patina. Der linke Arm fehlt und die Spitze des Blitzbündels in der rechten Hand ist abgebrochen. Die Statuette ist eine exakte Kopie des Jupiter von Freienwalde. Haar, Bart, Schamhaar, Blitz und Sandalen sind recht flau gegossen, so als wäre in der Form die Detailschärfe verloren gegangen. Die Augen sind wie bei der Weimarer Kopie aus Bronze mitgegossen. Die Aussparungen für die Silbereinlage der Brustwarzen, wie beim Freienwalder Jupiter, fehlen. Gussgrate der Form sind in Haar und Bart zu erkennen.
Die Weimarer Kopie ist demzufolge nicht der einzige hergestellte Abguss. J. Dinger, der 1827 den Weimarer Jupiter hergestellt hatte, arbeitete als Schüler im Gewerbeinstitut Berlin unter der Leitung von Peter Beuth. Baron Willem Hendrik Jacob van Westreenen van Tiellandt, der Gründer vom Museum Meermanno-Westreenianum in Den Haag, reiste 1836 durch Deutschland. Als er Berlin besuchte, beschrieb er in seinem Tagebuch, dass er am 10. September 1836 das Gewerbeinstitut Berlin besuchte und eine Führung durch Geheimrat Peter Beuth erhielt. Weiterhin beschreibt er, dass er ein paar Tage zuvor zu einem Mittagessen mit Albrecht von Preußen, Geheimrat Peter Beuth, dem Bildhauer Christian Daniel Rauch und dem Architekten Karl Friedrich Schinkel eingeladen war. Das Tagebuch erwähnt den Erwerb des Jupiter nicht, trotzdem ist es sehr wahrscheinlich, dass Baron van Westreenen die Jupiterstatuette während seines Berlinaufenthaltes aus dem Umfeld des Gewerbeinstituts von Beuth erworben hat.
Es ist sehr wahrscheinlich, dass die Statuette in Den Haag und die Statuette in Weimar aus der gleichen Form stammen. Der Jupiter von Den Haag hat die Inventarnummer Inv. 373/527.